# Phalacrus fimetarius
Phalacrus fimetarius is een keversoort uit de familie glanzende bloemkevers (Phalacridae). De wetenschappelijke naam van de soort werd in 1775 gepubliceerd door Johann Christian Fabricius.
Het is een algemene soort in Europa waarvan de volwassen exemplaren tussen april en oktober kunnen worden waargenomen. De kevers zijn tussen 2 en 3,5 mm groot.